# Hampden Sydney
Hampden Sydney est une census-designated place située dans le comté du Prince-Édouard, dans l’État de Virginie, aux États-Unis. Lors du recensement de 2020, elle comptait 1 191 habitants.